# Classe Gearing
La classe Gearing est un groupe de 98 destroyers construits pour l'United States Navy pendant et peu de temps après la Seconde Guerre mondiale. Il s'agit en fait d'une variante de la classe Allen M. Sumner, le pont ayant été allongé de 4,3 mètres, permettant ainsi d'allouer plus d'espace de stockage pour le combustible, donnant ainsi aux navires une plus large autonomie que ceux de classe Sumner.

## Historique

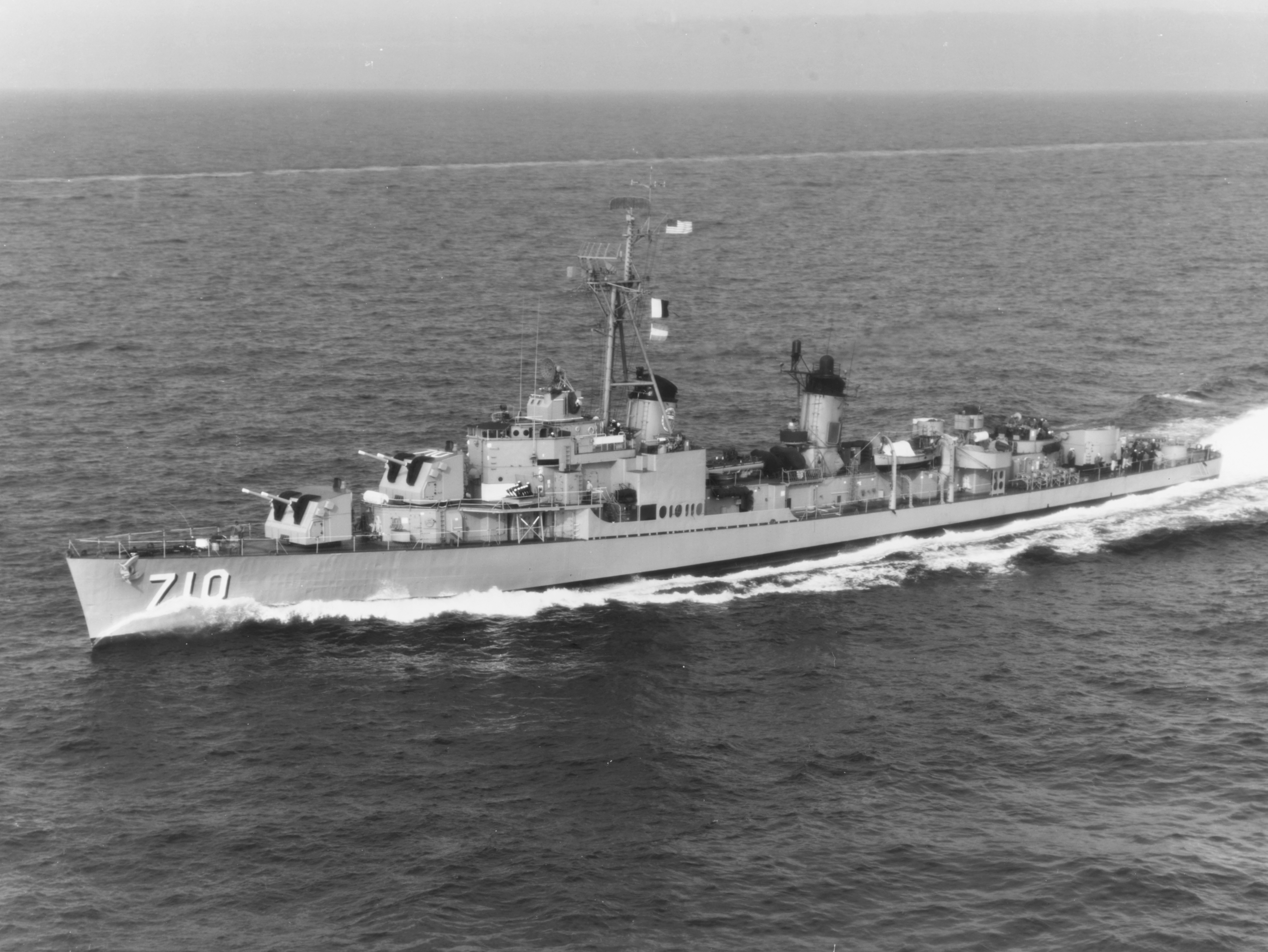
Le USS Gearing (DD-710), navire-tête de sa classe.

Les premiers navires de cette classe ne seront opérationnels qu'à partir de la mi-1945 et seront utilisés pendant la guerre du Viêt Nam. Sur les 156 planifiés, 57 seront annulés. Restés en service actif dans la marine américaine jusqu'à la fin des années 1970 après avoir été modernisés (FRAM I et II), nombre d'entre eux seront vendus à des pays alliés (Grèce, Taïwan, Corée du Sud, Turquie, Espagne sous le nom de classe Churruca, Brésil, Pakistan, Mexique, Iran...) ou transformés en navire musées.

## Liste des navires de la classe
| Nom                   | N°                     | Constructeur                                                                   | Quille posée    | Lancé          | Mis en service | FRAM I | FRAM II | Retiré du service | Commentaires                                                                                          |
| --------------------- | ---------------------- | ------------------------------------------------------------------------------ | --------------- | -------------- | -------------- | ------ | ------- | ----------------- | --- |
| Gearing               | DD-710                 | Federal Shipbuilding and Drydock Company, Newark, New Jersey                   | 10 août 1944    | 18 fév. 1945   | 3 mai 1945     | B      |         | 2 juill. 1973     | Vendu pour la ferraille, 6 nov. 1974                                                                  |
| Eugene A. Greene      | DD-711                 | Federal Shipbuilding and Drydock Company, Newark, New Jersey                   | 17 août 1944    | 18 mars 1945   | 8 juin 1945    | B      |         | 31 août 1972      | Transféré à l'Espagne, 31 août 1972                                                                   |
| Gyatt                 | DD-712                 | Federal Shipbuilding and Drydock Company, Newark, New Jersey                   | 7 sept. 1944    | 15 avr. 1945   | 2 juill. 1945  |        |         | 22 oct. 1969      | Coulé comme cible, 11 juin 1970                                                                       |
| Kenneth D. Bailey     | DD-713 DDR-713         | Federal Shipbuilding and Drydock Company, Newark, New Jersey                   | 21 sept. 1944   | 17 juin 1945   | 31 juill. 1945 |        | Oui     | 20 janv. 1970     | Vendu à l'Iran, 13 janv. 1975, destiné à être une réserve de pièces détachées                         |
| William R. Rush       | DD-714                 | Federal Shipbuilding and Drydock Company, Newark, New Jersey                   | 19 oct. 1944    | 8 juill. 1945  | 21 sept. 1945  | B      |         | 1er juill. 1978   | Transféré à la Corée du Sud in 1978; retiré en 2000; devenu un musée; détruit en Décembre 2016        |
| William M. Wood       | DD-715                 | Federal Shipbuilding and Drydock Company, Newark, New Jersey                   | 2 nov. 1944     | 29 juill. 1945 | 24 nov. 1945   | B      |         | 1er déc. 1976     | Coulé comme cible près de Porto Rico pendant l’exercice ReadEx 1-83 en Mars 1983                      |
| Wiltsie               | DD-716                 | Federal Shipbuilding and Drydock Company, Newark, New Jersey                   | 13 mars 1945    | 31 août 1945   | 12 janv. 1946  | B      |         | 23 janv. 1976     | Vendu au Pakistan, 29 avr. 1977                                                                       |
| Theodore E. Chandler  | DD-717                 | Federal Shipbuilding and Drydock Company, Newark, New Jersey                   | 23 avr. 1945    | 20 oct. 1945   | 22 mars 1946   | B      |         | 1er avr. 1975     | Vendu pour la ferraille, 30 déc. 1975                                                                 |
| Hamner                | DD-718                 | Federal Shipbuilding and Drydock Company, Newark, New Jersey                   | 25 avr. 1945    | 24 nov. 1945   | 12 juill. 1946 | B      |         | 1er oct. 1979     | Vendu à Taïwan, 17 déc. 1980                                                                          |
| Epperson              | DD-719 DDE-719         | Federal Shipbuilding and Drydock Company, Newark, New Jersey                   | 20 juin 1945    | 22 déc. 1945   | 19 mars 1949   | B      |         | 1er déc. 1975     | Transféré au Pakistan, 29 avr. 1977                                                                   |
| Frank Knox            | DD-742 DDR-742         | Bath Iron Works, Bath, Maine                                                   | 8 mai 1944      | 17 sept. 1944  | 11 déc. 1944   |        | Oui     | 30 janv. 1971     | Transféré à la Grèce, 3 fév. 1971                                                                     |
| Southerland           | DD-743                 | Bath Iron Works, Bath, Maine                                                   | 27 mai 1944     | 5 oct. 1944    | 22 déc. 1944   | B      |         | 26 fév. 1981      | Coulé comme cible, 2 août 1997                                                                        |
| William C. Lawe       | DD-763                 | Bethlehem Shipbuilding Corporation, San Francisco, Californie                  | 12 mars 1944    | 21 mai 1945    | 18 déc. 1946   | B      |         | 1er oct. 1983     | Coulé comme cible, 14 juill. 1999                                                                     |
| Lloyd Thomas          | DD-764 DDE-764         | Bethlehem Shipbuilding Corporation, San Francisco, Californie                  | 26 mars 1944    | 5 oct. 1945    | 21 mars 1947   |        | Oui     | 12 oct. 1972      | Vendu à la République de Chine, 12 oct. 1972                                                          |
| Keppler               | DD-765 DDE-765         | Bethlehem Shipbuilding Corporation, San Francisco, Californie                  | 23 avr. 1944    | 24 juin 1946   | 23 mai 1947    |        | Oui     | 1er juill. 1972   | Vendu à la Turquie                                                                                    |
| Rowan                 | DD-782                 | Todd Pacific Shipyards, Seattle, Washington                                    | 25 mars 1944    | 29 déc. 1944   | 31 mars 1945   | B      |         | 18 déc. 1975      | Echoué et détruit alors qu'il était remorqué, 22 août 1977                                            |
| Gurke                 | DD-783                 | Todd Pacific Shipyards, Seattle, Washington                                    | 1er juill. 1944 | 15 fév. 1945   | 12 mai 1945    | B      |         | 30 janv. 1976     | Transféré à la Grèce, 17 mars 1977                                                                    |
| McKean                | DD-784                 | Todd Pacific Shipyards, Seattle, Washington                                    | 15 sept. 1944   | 31 mars 1945   | 9 juin 1945    | B      |         | 1er oct. 1981     | Transféré à la Turquie, 2 nov. 1982                                                                   |
| Henderson             | DD-785                 | Todd Pacific Shipyards, Seattle, Washington                                    | 27 oct. 1944    | 28 mai 1945    | 4 août 1945    | B      |         | 30 sept. 1980     | Vendu au Pakistan, 1er oct. 1980                                                                      |
| Richard B. Anderson   | DD-786                 | Todd Pacific Shipyards, Seattle, Washington                                    | 1er déc. 1944   | 7 juill. 1945  | 26 oct. 1945   | A      |         | 20 déc. 1975      | Transféré à la République de Chine, 1er juin 1977                                                     |
| James E. Kyes         | DD-787                 | Todd Pacific Shipyards, Seattle, Washington                                    | 27 déc. 1944    | 4 août 1945    | 8 fév. 1946    | B      |         | 31 mars 1973      | Transféré à Taïwan, 18 avr. 1973                                                                      |
| Hollister             | DD-788                 | Todd Pacific Shipyards, Seattle, Washington                                    | 18 janv. 1945   | 9 oct. 1945    | 29 mars 1946   | B      |         | 31 août 1979      | Transféré à Taïwan, 3 mars 1983                                                                       |
| Eversole              | DD-789                 | Todd Pacific Shipyards, Seattle, Washington                                    | 28 fév. 1945    | 8 janv. 1946   | 10 mai 1946    | B      |         | 11 juill. 1973    | Transféré à la Turquie, 11 juill. 1973                                                                |
| Shelton               | DD-790                 | Todd Pacific Shipyards, Seattle, Washington                                    | 31 mai 1945     | 8 mars 1946    | 21 juin 1946   | A      |         | 31 mars 1973      | Vendu à Taïwan, 18 avr. 1973                                                                          |
| Chevalier             | DD-805 DDR-805         | Bath Iron Works, Bath, Maine                                                   | 12 juin 1944    | 29 oct. 1944   | 9 janv. 1945   |        | Oui     | 5 juill. 1972     | Transféré à la Corée du Sud, 5 juill. 1972                                                            |
| Higbee                | DD-806                 | Bath Iron Works, Bath, Maine                                                   | 26 juin 1944    | 13 nov. 1944   | 27 janv. 1945  | B      |         | 15 juill. 1979    | Coulé comme cible, 24 avr. 1986                                                                       |
| Benner                | DD-807 DDR-807         | Bath Iron Works, Bath, Maine                                                   | 10 juill. 1944  | 30 nov. 1944   | 13 fév. 1945   |        | Oui     | 20 nov. 1970      | Vendu pour la ferraille, 18 avr. 1975                                                                 |
| Dennis J. Buckley     | DD-808                 | Bath Iron Works, Bath, Maine                                                   | 24 juill. 1944  | 20 déc. 1944   | 2 mars 1945    | B      |         | 2 juill. 1973     | Vendu pour la ferraille, 29 avr. 1974                                                                 |
| Corry                 | DD-817                 | Consolidated Steel Corporation, Orange, Texas                                  | 5 avr. 1945     | 28 juill. 1945 | 27 fév. 1946   | B      |         | 27 fév. 1981      | Transféré à la Grèce, 8 juill. 1981                                                                   |
| New                   | DD-818                 | Consolidated Steel Corporation, Orange, Texas                                  | 14 avr. 1945    | 18 août 1945   | 5 avr. 1946    | B      |         | 1er juill. 1976   | Transféré à la Corée du Sud, 23 fév. 1977                                                             |
| Holder                | DD-819                 | Consolidated Steel Corporation, Orange, Texas                                  | 23 avr. 1945    | 25 août 1945   | 18 mai 1946    | B      |         | 1er oct. 1976     | Transféré à l'Equateur, 23 fév. 1977                                                                  |
| Rich                  | DD-820                 | Consolidated Steel Corporation, Orange, Texas                                  | 16 mai 1945     | 5 oct. 1945    | 3 juill. 1946  | B      |         | 10 nov. 1977      | Vendu pour la ferraille, 5 déc. 1979                                                                  |
| Johnston              | DD-821                 | Consolidated Steel Corporation, Orange, Texas                                  | 26 mars 1945    | 10 oct. 1945   | 23 août 1946   | B      |         | 27 fév. 1981      | Transféré à la République de Chine, 27 fév. 1981                                                      |
| Robert H. McCard      | DD-822                 | Consolidated Steel Corporation, Orange, Texas                                  | 20 juin 1945    | 9 nov. 1945    | 23 oct. 1946   | B      |         | 5 juin 1980       | Transféré à la Turquie, 5 juin 1980                                                                   |
| Samuel B. Roberts     | DD-823                 | Consolidated Steel Corporation, Orange, Texas                                  | 27 juin 1945    | 30 nov. 1945   | 22 déc. 1946   | B      |         | 2 nov. 1970       | Coulé comme cible, 14 nov. 1971                                                                       |
| Basilone              | DD-824 DDE-824         | Consolidated Steel Corporation, Orange, Texas                                  | 7 juill. 1945   | 21 déc. 1945   | 26 juill. 1949 | B      |         | 1er nov. 1977     | Coulé comme cible, 9 avr. 1982                                                                        |
| Carpenter             | DD-825 DDK-825 DDE-825 | Consolidated Steel Corporation, Orange, Texas                                  | 30 juill. 1945  | 28 sept. 1945  | 15 déc. 1949   | B      |         | 20 fév. 1981      | Loué à la Turquie, 20 fév. 1981                                                                       |
| Agerholm              | DD-826                 | Bath Iron Works, Bath, Maine                                                   | 10 sept. 1945   | 30 mars 1946   | 20 juin 1946   | A      |         | 1er déc. 1978     | Coulé comme cible, 18 juill. 1982                                                                     |
| Robert A. Owens       | DD-827 DDK-827 DDE-827 | Bath Iron Works, Bath, Maine                                                   | 29 oct. 1945    | 15 juill. 1946 | 5 nov. 1949    | B      |         | 16 fév. 1982      | Transféré à Turquie, 16 fév. 1982                                                                     |
| Timmerman             | DD-828                 | Bath Iron Works, Bath, Maine                                                   | 1er oct. 1945   | 19 mai 1951    | 26 sept. 1952  |        |         | 27 juill. 1956    | Vendu pour la ferraille, 21 avr. 1959                                                                 |
| Myles C. Fox          | DD-829                 | Bath Iron Works, Bath, Maine                                                   | 14 août 1944    | 13 janv. 1945  | 20 mars 1945   | B      |         | 1er oct. 1979     | Transféré à la Grèce pour pièces détachées, 2 août 1980                                               |
| Everett F. Larson     | DD-830 DDR-830         | Bath Iron Works, Bath, Maine                                                   | 4 sept. 1944    | 28 janv. 1945  | 6 avr. 1945    |        | Oui     | 30 oct. 1972      | Transféré à la Corée du Sud, 30 oct. 1972 Navire musée                                                |
| Goodrich              | DD-831 DDR-831         | Bath Iron Works, Bath, Maine                                                   | 18 sept. 1944   | 25 fév. 1945   | 24 avr. 1945   |        | Oui     | 30 nov. 1969      | Vendu pour la ferraille, 12 sept. 1977                                                                |
| Hanson                | DD-832                 | Bath Iron Works, Bath, Maine                                                   | 7 oct. 1944     | 11 mars 1945   | 11 mai 1945    | B      |         | 31 mars 1973      | Transféré à la République de Chine, 18 avr. 1973                                                      |
| Herbert J. Thomas     | DD-833                 | Bath Iron Works, Bath, Maine                                                   | 30 oct. 1944    | 25 mars 1945   | 29 mai 1945    | B      |         | 4 déc. 1970       | Transféré à la République de Chine, 1er juin 1974                                                     |
| Turner                | DD-834 DDR-834         | Bath Iron Works, Bath, Maine                                                   | 13 nov. 1944    | 8 avr. 1945    | 12 juin 1945   |        | Oui     | 26 sept. 1969     | Vendu pour la ferraille, 13 oct. 1970                                                                 |
| Charles P. Cecil      | DD-835                 | Bath Iron Works, Bath, Maine                                                   | 2 déc. 1944     | 2 avr. 1945    | 29 juin 1945   | B      |         | 1er oct. 1979     | Vendu au la Grèce, 8 août 1980                                                                        |
| George K. MacKenzie   | DD-836                 | Bath Iron Works, Bath, Maine                                                   | 21 déc. 1944    | 13 mai 1945    | 13 juill. 1945 | B      |         | 30 sept. 1976     | Coulé comme cible, 15 oct. 1976                                                                       |
| Sarsfield             | DD-837                 | Bath Iron Works, Bath, Maine                                                   | 15 janv. 1945   | 27 mai 1945    | 31 juill. 1945 | B      |         | 1er oct. 1977     | Transféré à la République de Chine, 1er oct. 1977 et devenu un musée à An-Pin harbor TAI-NAN, Taïwan. |
| Ernest G. Small       | DD-838 DDR-838         | Bath Iron Works, Bath, Maine                                                   | 30 janv. 1945   | 14 juin 1945   | 21 août 1945   |        | Oui     | 13 nov. 1970      | Transféré à la République de Chine, 13 avr. 1971                                                      |
| Power                 | DD-839                 | Bath Iron Works, Bath, Maine                                                   | 26 fév. 1945    | 30 juin 1945   | 13 sept. 1945  | B      |         | 1er oct. 1977     | Vendu au la République de Chine, 1er oct. 1977                                                        |
| Glennon               | DD-840                 | Bath Iron Works, Bath, Maine                                                   | 12 mars 1945    | 14 juill. 1945 | 4 oct. 1945    | B      |         | 1er oct. 1976     | Coulé comme cible, 26 fév. 1981                                                                       |
| Noa                   | DD-841                 | Bath Iron Works, Bath, Maine                                                   | 26 mars 1945    | 30 juill. 1945 | 2 nov. 1945    | A      |         | 31 oct. 1973      | Prêté à l'Espagne, 31 oct. 1973; Vendu, 17 mai 1978                                                   |
| Fiske                 | DD-842                 | Bath Iron Works, Bath, Maine                                                   | 9 avr. 1945     | 8 sept. 1945   | 28 nov. 1945   | B      |         | 5 juin 1980       | Transféré à la Turquie, 5 juin 1980                                                                   |
| Warrington            | DD-843                 | Bath Iron Works, Bath, Maine                                                   | 23 avr. 1945    | 27 sept. 1945  | 20 déc. 1945   | B      |         | 30 sept. 1972     | Transféré à Taïwan, 24 avr. 1973, pour pièces détachées                                               |
| Perry                 | DD-844                 | Bath Iron Works, Bath, Maine                                                   | 14 mai 1945     | 25 oct. 1945   | 17 janv. 1946  | A      |         | 1er juill. 1973   | Vendu pour la ferraille, 24 juin 1974                                                                 |
| Bausell               | DD-845                 | Bath Iron Works, Bath, Maine                                                   | 28 mai 1945     | 19 nov. 1945   | 7 fév. 1946    | A      |         | 30 mai 1978       | Coulé comme cible, 17 juill. 1987                                                                     |
| Ozbourn               | DD-846                 | Bath Iron Works, Bath, Maine                                                   | 16 juin 1945    | 22 déc. 1945   | 5 mars 1946    | B      |         | 30 mai 1975       | Vendu pour la ferraille, 1er déc. 1975                                                                |
| Robert L. Wilson      | DD-847                 | Bath Iron Works, Bath, Maine                                                   | 2 juill. 1945   | 5 janv. 1946   | 28 mars 1946   | B      |         | 30 sept. 1974     | Coulé comme cible, 1er mars 1980                                                                      |
| Witek                 | DD-848                 | Bath Iron Works, Bath, Maine                                                   | 16 juill. 1945  | 2 fév. 1946    | 23 avr. 1946   |        |         | 19 août 1968      | Coulé comme cible, 4 juill. 1969                                                                      |
| Richard E. Kraus      | DD-849                 | Bath Iron Works, Bath, Maine                                                   | 31 juill. 1945  | 2 mars 1946    | 23 mai 1946    | B      |         | 1er juill. 1976   | Transféré à la Corée du Sud, 23 fév. 1977                                                             |
| Joseph P. Kennedy Jr. | DD-850                 | Bethlehem Shipbuilding Corporation, Fore River Shipyard, Quincy, Massachusetts | 2 avr. 1945     | 26 juill. 1945 | 15 déc. 1945   | B      |         | 2 juill. 1973     | devenu musée à Battleship Cove                                                                        |
| Rupertus              | DD-851                 | Bethlehem Shipbuilding Corporation, Fore River Shipyard, Quincy, Massachusetts | 2 mai 1945      | 21 sept. 1945  | 8 mars 1946    | B      |         | 10 juill. 1973    | Prêté à la Grèce, 10 juill. 1973                                                                      |
| Leonard F. Mason      | DD-852                 | Bethlehem Shipbuilding Corporation, Fore River Shipyard, Quincy, Massachusetts | 2 mai 1945      | 4 janv. 1946   | 28 juin 1946   | B      |         | 2 nov. 1976       | Vendu à la République de Chine, 10 mars 1978                                                          |
| Charles H. Roan       | DD-853                 | Bethlehem Shipbuilding Corporation, Fore River Shipyard, Quincy, Massachusetts | 2 avr. 1945     | 15 mars 1946   | 12 sept. 1946  | B      |         | 21 sept. 1973     | Transféré à la Turquie, 21 sept. 1973                                                                 |
| Fred T. Berry         | DD-858 DDE-858         | Bethlehem Shipbuilding Corporation, San Pedro, California                      | 16 juill. 1944  | 28 janv. 1945  | 12 mai 1945    |        | Oui     | 15 sept. 1970     | Sabordé comme récif artificiel, 14 mai 1972                                                           |
| Norris                | DD-859 DDE-859         | Bethlehem Shipbuilding Corporation, San Pedro, California                      | 29 août 1944    | 25 fév. 1945   | 9 juin 1945    |        | Oui     | 4 déc. 1970       | Transféré à la Turquie, 1er juill. 1974                                                               |
| McCaffery             | DD-860 DDE-860         | Bethlehem Shipbuilding Corporation, San Pedro, California                      | 1er oct. 1944   | 12 avr. 1945   | 26 juill. 1945 |        | Oui     | 30 sept. 1973     | Vendu pour la ferraille, 11 juin 1974                                                                 |
| Harwood               | DD-861 DDE-861         | Bethlehem Shipbuilding Corporation, San Pedro, California                      | 29 oct. 1944    | 22 mai 1945    | 28 sept. 1945  |        | Oui     | 1er fév. 1971     | Vendu à la Turquie, 17 déc. 1973                                                                      |
| Vogelgesang           | DD-862                 | Bethlehem Steel Corporation, Staten Island, New York                           | 3 août 1944     | 15 janv. 1945  | 28 avr. 1945   | B      |         | 24 fév. 1982      | Vendu au Mexique, 24 fév. 1982                                                                        |
| Steinaker             | DD-863                 | Bethlehem Steel Corporation, Staten Island, New York                           | 1er sept. 1944  | 13 fév. 1945   | 26 mai 1945    | B      |         | 24 fév. 1982      | Vendu au Mexique, 24 fév. 1982                                                                        |
| Harold J. Ellison     | DD-864                 | Bethlehem Steel Corporation, Staten Island, New York                           | 3 oct. 1944     | 14 mars 1945   | 23 juin 1945   | B      |         | 1er oct. 1983     | Transféré au Pakistan, 1er oct. 1983                                                                  |
| Charles R. Ware       | DD-865                 | Bethlehem Steel Corporation, Staten Island, New York                           | 1er nov. 1944   | 12 avr. 1945   | 21 juill. 1945 | B      |         | 30 nov. 1974      | Coulé comme cible, 15 nov. 1981                                                                       |
| Cone                  | DD-866                 | Bethlehem Steel Corporation, Staten Island, New York                           | 30 nov. 1944    | 10 mai 1945    | 18 août 1945   | B      |         | 1er oct. 1982     | Transféré au Pakistan, 1er oct. 1982                                                                  |
| Stribling             | DD-867                 | Bethlehem Steel Corporation, Staten Island, New York                           | 15 janv. 1945   | 8 juin 1945    | 29 sept. 1945  | A      |         | 1er juill. 1976   | Coulé comme cible, 27 juill. 1980                                                                     |
| Brownson              | DD-868                 | Bethlehem Steel Corporation, Staten Island, New York                           | 13 fév. 1945    | 7 juill. 1945  | 17 nov. 1945   | A      |         | 30 sept. 1976     | Vendu pour la ferraille, 10 juin 1977                                                                 |
| Arnold J. Isbell      | DD-869                 | Bethlehem Steel Corporation, Staten Island, New York                           | 14 mars 1945    | 6 août 1945    | 5 janv. 1946   | B      |         | 4 déc. 1973       | Vendu au la Grèce, 4 déc. 1973                                                                        |
| Fechteler             | DD-870                 | Bethlehem Steel Corporation, Staten Island, New York                           | 12 avr. 1945    | 19 sept. 1945  | 2 mars 1946    | B      |         | 11 sept. 1970     | Vendu pour la ferraille, 28 juin 1972                                                                 |
| Damato                | DD-871                 | Bethlehem Steel Corporation, Staten Island, New York                           | 10 mai 1945     | 21 nov. 1945   | 27 avr. 1946   | B      |         | 30 sept. 1980     | Transféré au Pakistan, 1er oct. 1980                                                                  |
| Forrest Royal         | DD-872                 | Bethlehem Steel Corporation, Staten Island, New York                           | 8 juin 1945     | 17 janv. 1946  | 29 juin 1946   | B      |         | 27 mars 1971      | Vendu à la Turquie, 27 mars 1971                                                                      |
| Hawkins               | DD-873                 | Consolidated Steel Corporation, Orange, Texas                                  | 14 mai 1944     | 7 oct. 1944    | 10 fév. 1945   | B      |         | 1er oct. 1979     | Vendu à Taïwan, 17 mars 1983                                                                          |
| Duncan                | DD-874 DDR-874         | Consolidated Steel Corporation, Orange, Texas                                  | 22 mai 1944     | 27 oct. 1944   | 25 fév. 1945   |        | Oui     | 15 janv. 1971     | Coulé comme cible, 31 juill. 1980                                                                     |
| Henry W. Tucker       | DD-875                 | Consolidated Steel Corporation, Orange, Texas                                  | 29 mai 1944     | 8 nov. 1944    | 12 mars 1945   | B      |         | 3 déc. 1973       | Transféré au Brésil, 3 déc. 1973                                                                      |
| Rogers                | DD-876                 | Consolidated Steel Corporation, Orange, Texas                                  | 3 juin 1944     | 20 nov. 1944   | 26 mars 1945   | B      |         | 1er oct. 1980     | Transféré à la Corée du Sud, 25 juill. 1981                                                           |
| Perkins               | DD-877 DDR-877         | Consolidated Steel Corporation, Orange, Texas                                  | 19 juin 1944    | 7 déc. 1944    | 4 avr. 1945    |        | Oui     | 15 janv. 1973     | Transféré à l'Argentine, 15 janv. 1973                                                                |
| Vesole                | DD-878                 | Consolidated Steel Corporation, Orange, Texas                                  | 3 juill. 1944   | 29 déc. 1944   | 23 avr. 1945   | B      |         | 1er déc. 1976     | Coulé comme cible, 14 avr. 1983                                                                       |
| Leary                 | DD-879                 | Consolidated Steel Corporation, Orange, Texas                                  | 11 août 1944    | 20 janv. 1945  | 7 mai 1945     | B      |         | 31 oct. 1973      | Transféré à l'Espagne, 17 mai 1978                                                                    |
| Dyess                 | DD-880                 | Consolidated Steel Corporation, Orange, Texas                                  | 17 août 1944    | 26 janv. 1945  | 21 mai 1945    | B      |         | 27 janv. 1981     | Vendu à la Grèce pour pièces détachées, 8 juill. 1981                                                 |
| Bordelon              | DD-881                 | Consolidated Steel Corporation, Orange, Texas                                  | 9 sept. 1944    | 3 mars 1945    | 5 juin 1945    | B      |         | 1er fév. 1977     | Transféré à Iran, 1er juill. 1977                                                                     |
| Furse                 | DD-882                 | Consolidated Steel Corporation, Orange, Texas                                  | 23 sept. 1944   | 9 mars 1945    | 10 juill. 1945 | B      |         | 31 août 1972      | Prêté à l'Espagne, 1972; Vendu, 17 mai 1978                                                           |
| Newman K. Perry       | DD-883                 | Consolidated Steel Corporation, Orange, Texas                                  | 10 oct. 1944    | 17 mars 1945   | 26 juill. 1945 | B      |         | 27 fév. 1981      | Transféré à la Corée du Sud, 27 fév. 1981                                                             |
| Floyd B. Parks        | DD-884                 | Consolidated Steel Corporation, Orange, Texas                                  | 30 oct. 1944    | 31 mars 1945   | 31 juill. 1945 | B      |         | 2 juill. 1973     | Vendu pour la ferraille, 1er avr. 1974                                                                |
| John R. Craig         | DD-885                 | Consolidated Steel Corporation, Orange, Texas                                  | 17 nov. 1944    | 14 avr. 1945   | 20 août 1945   | B      |         | 27 juill. 1979    | Coulé comme cible, 17 juin 1980                                                                       |
| Orleck                | DD-886                 | Consolidated Steel Corporation, Orange, Texas                                  | 28 nov. 1944    | 12 mai 1945    | 15 sept. 1945  | B      |         | 1er oct. 1982     | Transféré à Turquie, 1er oct. 1982                                                                    |
| Brinkley Bass         | DD-887                 | Consolidated Steel Corporation, Orange, Texas                                  | 20 déc. 1944    | 26 mai 1945    | 1er oct. 1945  | B      |         | 3 déc. 1973       | Transféré au Brésil, 3 déc. 1973                                                                      |
| Stickell              | DD-888                 | Consolidated Steel Corporation, Orange, Texas                                  | 5 janv. 1945    | 16 juin 1945   | 31 oct. 1945   | B      |         | 1er juill. 1972   | Transféré à la Grèce, 1er juill. 1972                                                                 |
| O'Hare                | DD-889                 | Consolidated Steel Corporation, Orange, Texas                                  | 27 janv. 1945   | 22 juin 1945   | 29 nov. 1945   | B      |         | 31 oct. 1973      | Prêté à l'Espagne, 31 oct. 1973; Vendu, 17 mai 1978                                                   |
| Meredith              | DD-890                 | Consolidated Steel Corporation, Orange, Texas                                  | 27 janv. 1945   | 28 juin 1945   | 31 déc. 1945   | B      |         | 29 juin 1979      | Transféré à la Turquie, 29 juin 1979                                                                  |

## Classe Yang
Les navires de classe Gearing, Allen M. Sumner et Fletcher achetés par la Marine taïwanaise achetés auprès des États-Unis et modernisés seront connus sous le nom de classe Yang.

## Classe Churruca

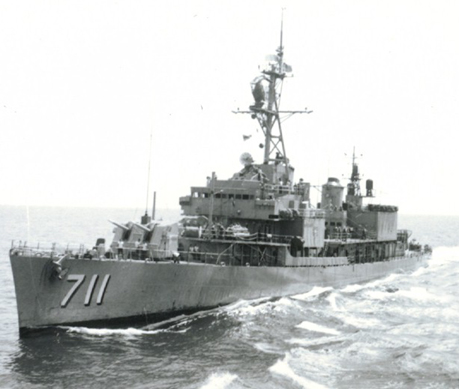
LUSS Eugene A. Greene (DD-771), rebaptisé Churruca (D-61).

À la suite d'un accord avec les États-Unis en 1970, cinq destroyers ont été livrés à l'Armada espagnole.
| Nom dans l'Armada | Nom au sein de l'US Navy      | Numéro de fanion | Chantier naval                             | Mise en service aux USA | Mise en service en Espagne | Retrait du service | Sort                             |
| ----------------- | ----------------------------- | ---------------- | ------------------------------------------ | ----------------------- | -------------------------- | ------------------ | -------------------------------- |
| Churruca          | Eugene A. Greene (ex. DD-771) | D-61             | Federal Shipbuilding Co. Kearny-New Jersey | 1945                    | 1972                       | 1989               | Coulé comme cible navale en 1991 |
| Gravina           | Furse (ex. DD-882)            | D-62             | Consolidated Steel Co                      | 1945                    | 1972                       | 1991               | Mise au rebut                    |
| Méndez Núñez      | O'Hare (ex. DD-889)           | D-63             | Consolidated Steel Co.                     | 1945                    | 1973                       | 1992               | Mise au rebut                    |
| Lángara           | Leary (ex. DD-879)            | D-64             | Consolidated Steel Co.                     | 1945                    | 1978                       | 1992               | Mise au rebut                    |
| Blas de Lezo      | Noa (ex. DD-841)              | D-65             | Bath Iron Works Co. Bath-Maine             | 1945                    | 1973                       | 1991               | Mise au rebut                    |